# Bös Fulen
Der Bös Fulen, auch Böser Faulen genannt, ist mit 2801 m ü. M. die höchste Bergspitze des Kantons Schwyz. Der Gipfel wird von der Grenze zwischen den Schweizer Kantonen Glarus und Schwyz geteilt.

## Lage
Die Kantonsgrenze verläuft ab dem Gipfel in Richtung Nordwest und dem Grat entlang etwa 450 m in Richtung Nordost. In der Gegenrichtung erstreckt sich der Grat in Richtung Südwest. Der nordöstlich gelegene Grisset auf 2721 m ü. M. ist einen knappen Kilometer vom Bös Fulen entfernt und trägt auch den inoffiziellen Namen Guet Fulen. 
Es handelt sich um ein felsiges und unwegsames Bergmassiv in den Schwyzer Alpen. Da der Gipfel auch für erfahrene Bergsteiger schwierig zu erreichen ist, sagen sie manchmal spöttisch, der Berg sei wirklich „bös“.

## Benachbartes Gelände

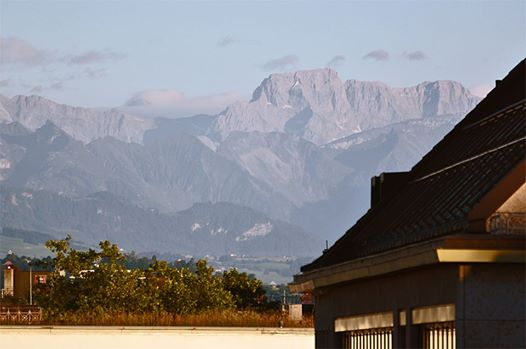
Der Bös Fulen in der Abendsonne, gesehen von Aussersihl

Der Bös Fulen ist im Norden vom Hinter Gassenstock, im Osten von der Geröllhalde Gross Risi, im Süden vom Fulenplänggeli, einer ca. 1,5 km entfernten Felswand, und im Westen vom Schafstöckli (2303 m ü. M.) und vom Schafbüchel (2152 m ü. M.) umgeben. 

## Nachweis
1. 1 2  Lage und Höhe bei «geo.admin.ch».